# Samo Chalupka

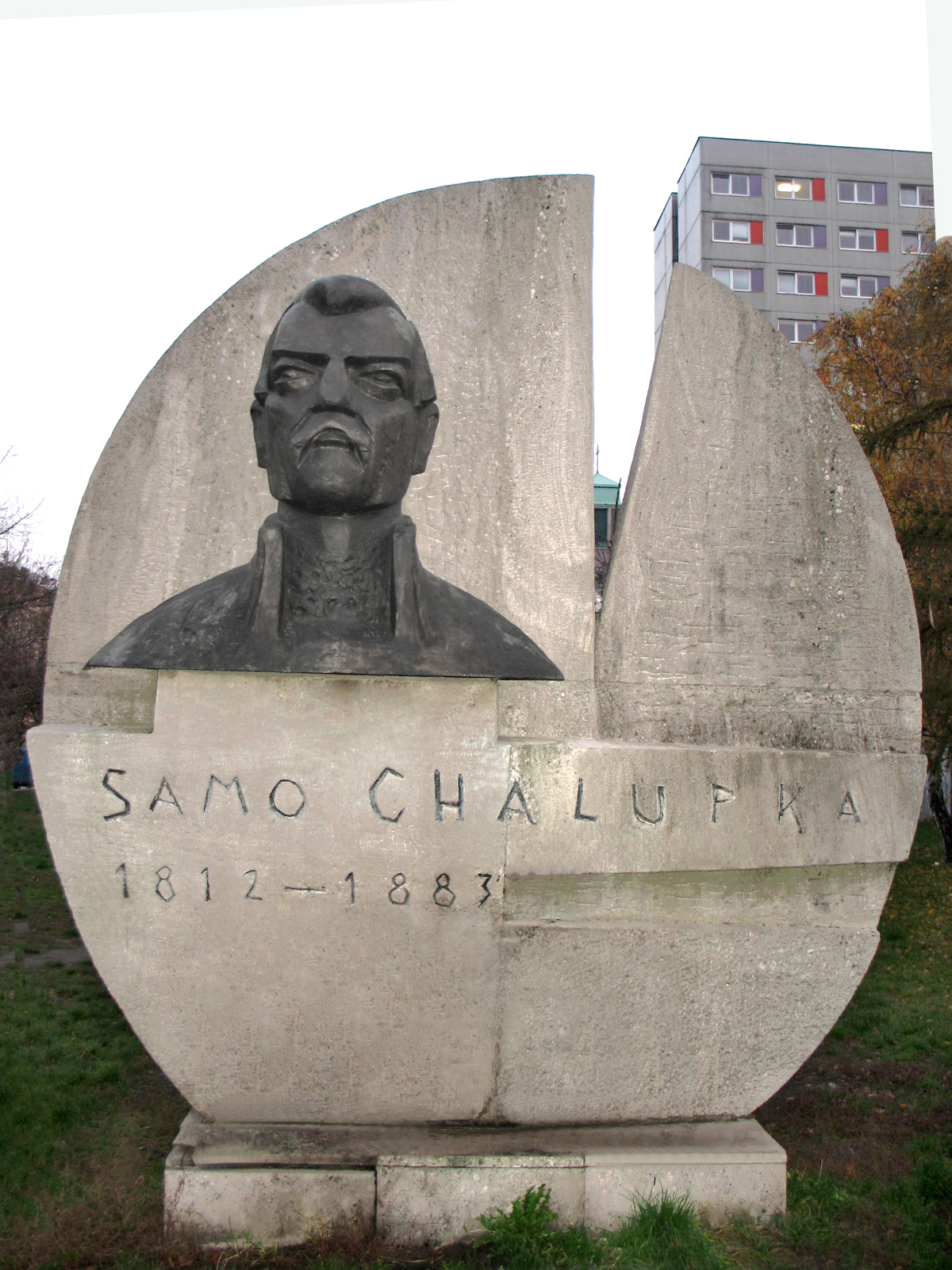
Byst föreställande Samo Chalupka.

Samo Chalupka, född 27 februari 1812, död 19 maj 1883, var en slovakisk diktare och patriot.
Chalupka anslöt sig i sina sånger till den slaviska folkvisan och behandlade i ballader motiv ur den slovakiska historien. Hans samlade dikter utgavs 1868 (3:e upplagan 1912).